# Body on Me (canção de Rita Ora)
"Body on Me" é uma canção gravada pela cantora e compositora inglesa Rita Ora. A canção contém a participação de Chris Brown nos vocais e foi lançada em 7 de agosto de 2015 como single pelas gravadoras Roc Nation e Columbia. Foi composta por Ora juntamente de Brown, James Abrahart, Teris Vinson, Rosina Russell, Myron Birdsong, Robin Weisse e Tinashe Sibanda, enquanto sua produção ficou a cargo de T-Collar, The Monsters and the Strangerz e Faux Delorean.

## Desempenho nas tabelas musicais

### Posições
| Tabela musical (2015)                           | Melhor posição |
| ----------------------------------------------- | -------------- |
| Austrália (ARIA)                                | 66             |
| Bélgica (Ultratip de Flandres)                  | 55             |
| Canadá (Canadian Hot 100)                       | 91             |
| Escócia (Official Charts Company)               | 14             |
| Estados Unidos (Bubbling Under Hot 100 Singles) | 2              |
| Estados Unidos (Rhythmic)                       | 16             |
| França (SNEP)                                   | 118            |
| Irlanda (IRMA)                                  | 54             |
| Reino Unido (UK Singles Chart)                  | 22             |

## Histórico de lançamento
| Região         | Data                   | Formato                            | Gravadora           |
| -------------- | ---------------------- | ---------------------------------- | ------------------- |
| Mundo          | 7 de agosto de 2015    | Download digital                   | Roc Nation Columbia |
| Estados Unidos | 11 de agosto de 2015   | Rhythmic contemporary              | Roc Nation Columbia |
| Mundo          | 28 de agosto de 2015   | Download digital (Fetty Wap Remix) | Roc Nation Columbia |
| Itália         | 18 de setembro de 2015 | Contemporary hit radio             | Sony Music          |
| Estados Unidos | 6 de outubro de 2015   | Contemporary hit radio             | Columbia            |